# Кхуздул
Кхуздул (Khuzdul или Khuzdûl — «гномий») — язык гномов в произведениях Дж. Р. Р. Толкина о Средиземье. Один из искусственных языков, созданных Толкином, наряду с квенья и чёрным наречием.

## Кхуздул в истории Арды
По легенде, описанной в книге «Сильмариллион», кхуздул придумал Аулэ — один из валар. Аулэ создал гномов из камня и начал учить их языку, придуманному им для них. Это произошло ещё до того, как гномы вновь уснули, чтобы дождаться, пока придет время для их Пробуждения. И до того, как в Средиземье пришли Дети Эру — эльфы и люди. Так что, можно сказать, что кхуздул — древнейший язык Средиземья (не считая Валарина и, возможно, языка энтов).

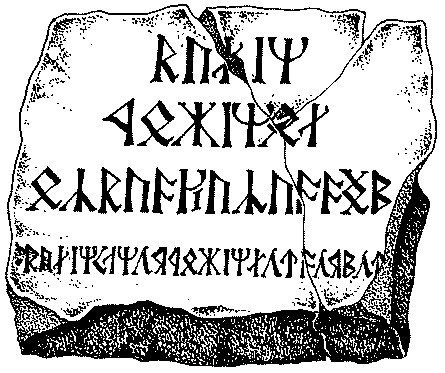
Надпись на могиле Балина — единственная известная надпись на кхуздуле: «Balin Fundinul uzbad Khazaddûmu» — «Балин, сын Фундина, властитель Мории»

После Пробуждения гномов этот язык (как и все языки и все прочее в Арде) со временем менялся, различаясь в разных отдалённых друг от друга местах поселений гномов, но изменения происходили так медленно, а различия были так малы, что даже в Третью эпоху гномы из разных родов легко понимали друг друга.
Представители других рас редко и неохотно изучали кхуздул, да и сами гномы не очень хотели открывать его чужакам. Их язык был «секретом, который они не открывали добровольно даже своим друзьям». Собственные имена гномов, такие, какими мы их видим в произведениях Толкина, взяты из языка людей. Своих тайных, «внутренних» имён гномы не открывают никому. Их даже не высекают на надгробиях. Во «Властелине колец» и других произведениях Толкина кхуздул используется, в основном, в географических названиях. Одной из немногочисленных фраз, сказанных на кхуздуле, является боевой клич Гимли, который он прокричал во время Осады Хорнбурга: «Барук Кхазад! Кхазад аи-мену!» (англ. Baruk Khazad! Khazad ai-menu!) — «Топоры гномов! Гномы (идут) на вас!»
Однако в Первую эпоху, когда люди Дома Хадора пришли в Белерианд и встретились с гномами рода Долгобородов, между двумя народами возникла дружба, так как люди, будучи искусными наездниками, могли предложить гномам защиту от орков. И гномы познакомили людей со своим языком, но люди нашли кхуздул трудным и медленно усваивали что-либо большее, чем отдельные слова, многие из которых, изменившись, вошли в их собственный язык.

## Письменность
В качестве письменности гномы, в основном, использовали руны, придуманные эльфом Даэроном — Ангертас (также Кирт) (хотя у Толкина встречается фраза, что руны изобрели сами гномы — но, возможно, это касается Лунных рун из «Хоббита») — «переведённых» Толкином вариациями германских рун.

## История создания кхуздула
Толкин писал, что кхуздул «был создан в набросках, с некоторыми деталями структуры и очень маленьким словарём». Это, несомненно, произошло в тридцатые годы. Кхуздульские слова Khazaddûm и Gabilgathol появляются в ранних версиях «Сильмариллиона». Очевидно, что основой для него послужили семитские языки. Однако Толкин не оставил подробных материалов по языку, так что всё что известно — обрывки фраз о структуре и небольшой лексикон слов и выражений. Мы знаем только несколько названий, имён; надпись на могиле Балина — «Balin Fundinul uzbad Khazaddûmu» — «Балин, сын Фундина, властитель Мории» и боевой клич Гимли — «Baruk Khazâd! Khazâd ai-mênu!» — «Топоры Гномов! Гномы на вас!».
Многие исследователи языков Арды: Лайза Стар, Хельге Фаускангер, Дэвид Сало, Фрейр Стронгарт, Магнус Аберг, Роланд Мюкштейн, Стефан Гриньон и Д. Родионов интересовались кхуздулом, но почти никто не занимался всерьёз реконструкцией его или разработкой грамматики. Так что учебника по кхуздулу, по которому его можно было бы изучать, составить пока что нельзя.

### Структура Кхуздула

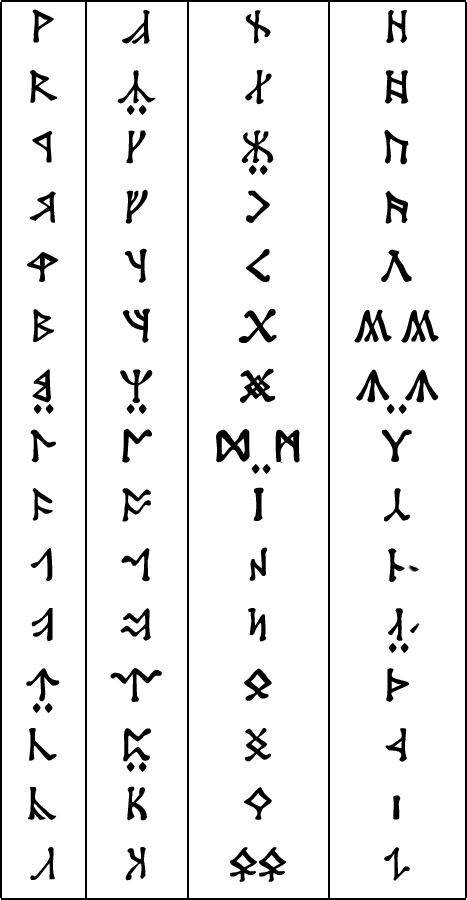
Так выглядят руны Ангертас, используемые гномами для письма на кхуздуле

В известных кхуздульских словах присутствовали следующие согласные: две взрывных аспираты — kh и th, то есть, «к» и «т» с придыханием. В кхуздуле также есть неаспирированные согласные, подобные русским «к» и «т», но, в отличие и от русского и от английского языков, k и t — это самостоятельные фонемы, которые нужно отличать от kh и th. Также в кхуздуле встречаются звонкие взрывные b, d, g; глухие спиранты f, sh и s; звонкие спиранты z и gh; боковой l; вибрант r; носовые n, m; полугласные w и y; гортанный h и гортанный взрывной `.
Краткие гласные формируют классическую систему из пяти звуков: a, i, e, o, u. Достоверно существование долгих гласных: â, ê, î, û, ô. Есть дифтонг ai. Также есть сокращенные варианты гласных /а/ и /е/, обозначаемые ə.
Также, судя по таблице рун Ангертас Мория, в кхуздуле, вероятно, могут быть и другие звуки — согласные j, ch, v, mb, hw, dh, nj, ng, kw, gw, ghw, ngw, nw, rh, lh, nd, ps, ts; краткие гласные ö, ü. Также, возможно, есть дифтонг oi и другие дифтонги, вызванные наличием полугласных w и y. Ещё есть символ +h, имеющий отдельную руну, который, возможно, означал аспирирование (оглушение) согласных.
Базовая структура кхуздула похожа на структуру семитских языков. Основы, от которых образуются слова, сами не являются произносимыми словами, а состоят только из согласных. Существительные, глаголы, прилагательные и т. д. образуются путём вставки определённых гласных между согласными основы: (Khuzd(ul) — Khazâd — Khizd(in) — от возможного корня Kh-Z-D), а иногда — возможно путём удвоения одной из согласных.
В Кхуздуле, как и в семитских языках, корень обычно состоит из трех согласных. Несколько таких корней упоминаются в TI:174 и RS:466: B-R-Z — «красный», B-N-D — «вершина», K-B-L — «серебро», N-R-G — «чёрный». Примером корня с двумя согласными является Z-N — «темный, смутный, туманный». Возможны корни, состоящие из одного согласного: (-L-) в Ul — «ручьи»; (-Y-) в aya — «на».
Также в словообразовании используются приставки и суффиксы: ai- (предлог «на»), -ul (суффикс прилагательного), -ûn (возможно, определённый артикль), -în (показатель множественного числа прилагательных), -u (показатель родительного падежа) и т. д. Возможны мутации или ассимиляции согласных корней в составных словах (M-B-R в Barazinbar).